# Записка о непорядках в Малороссии
«Записка о непорядках в Малороссии», «О непорядках, которые происходят ныне от злоупотребления прав и обыкновений, грамотами подтвержденных в Малороссии» — напівофіційний документ, складений Г.Тепловим — колишнім наставником (у роки навчання за кордоном), а згодом радником гетьмана К.Розумовського — і передана ним же невдовзі після двірцевого перевороту 1762 у Санкт-Петербурзі імператриці Катерині II. У "Записці..." Г.Теплов доводив необхідність ліквідації автономії Гетьманщини. Тенденційно описав існуючі в Гетьманщині порядки, зловживання в судах, захоплення козацькою старшиною міщанських і козацьких земель, "моральний занепад суспільства", невідповідність гетьманського правління та українського права царським указам і самодержавному устрою Російської імперії. "Записка..." дала змогу царському уряду обґрунтувати політику знищення автономії Гетьманщини, введення там російських імперських законів, покріпачення українських селян (див. Кріпацтво). Складена як напівофіційний документ. Уперше її опублікував П.Куліш у "Записках о Южной Руси" (1857).